# NASCAR

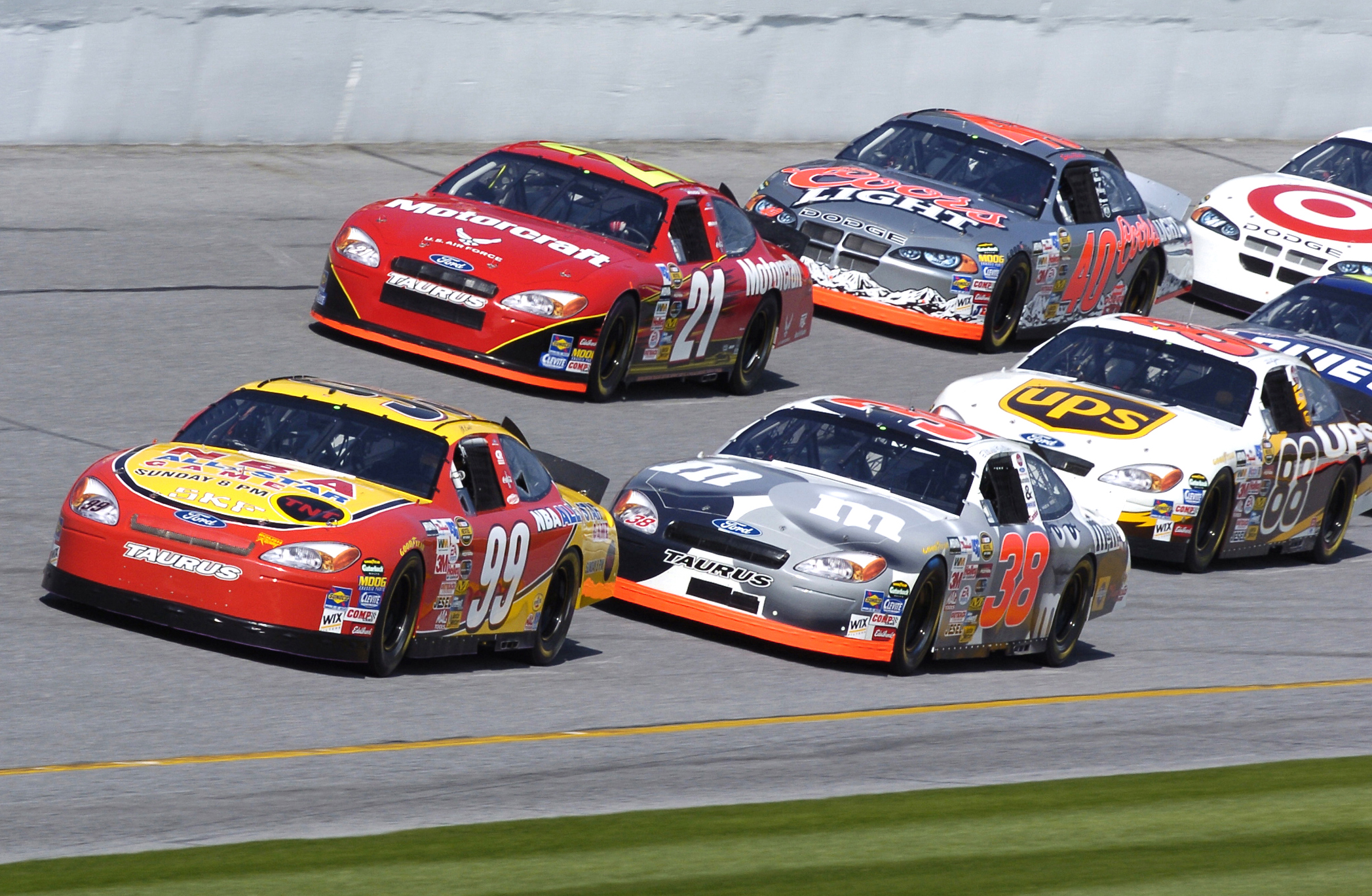
Carrera de la NASCAR, el 2004.

NASCAR són les inicials en anglès de National Association for Stock Car Auto Racing (Associació Nacional de Carreres d'Automòbils de Sèrie) i representa actualment a l'organització més gran de competicions de cotxes de sèrie del món, tant per les seves variades categories com pel seu nivell d'espectadors.
La particularitat d'aquestes competicions es basa, principalment, en el fet que els circuits són ovalats i són sempre cotxes tipus turisme de sèrie, és a dir, automòbils el disseny bàsic dels quals és el d'un cotxe sortit de fàbrica. Actualment els cotxes són fabricats per especialistes basant-se en els perfils i especificacions detallades per la NASCAR i els motors són proveïts pels grans fabricants assegurant un nivell de competència igualat per a tots els participants.

## Orígens de la NASCAR
Es té coneixement que els traficants d'alcohol als Estats Units durant l'època de les prohibicions i alts impostos utilitzaven a experts conductors que modificaven cotxes comuns per a suportar gran pes en els seus maleters. Aquests conductors van haver de desenvolupar destresa en la conducció per a evadir a la policia sobretot quan els seus cotxes anaven totalment carregats.
Els conductors i mecànics d'aquests cotxes van començar a reunir-se en circuits ovalats i així mostraven la seva destresa competint contra altres pilots. Aviat aquestes competicions van atreure l'atenció de més gent i la popularitat va augmentar.

## El començament de la NASCAR
Cap a l'any 1947, quan EUA es recuperava dels efectes de la Segona Guerra Mundial i la normalitat tornava al país, les carreres d'actuacions tipus Stock van començar a ressorgir com esdeveniments que cridaven poderosament l'atenció del públic.
La popularitat va augmentar tant que va fer que es duguessin a terme competicions d'aquest tipus a tots els Estats Units, per a llavors, cada organitzador o pista (anomenats també promotors) duia la competició el més just possible concordament a la seva pròpia reglamentació. Els esdeveniments entre si eren aïllats i els pilots d'una regió rara vegada corrien en una altra sota un reglament similar.
La pauta històrica per a aquest esport la va prendre Bill France Sr., promotor del circuit de Daytona (el primer amb forma d'oval i asfaltat) en unir als involucrats principals en la primera associació per a cotxes tipus Stock, la NASCAR, nascuda al desembre de 1947. Dos mesos després, el 15 de febrer de 1948 es va disputar la primera carrera en la història de NASCAR, aquesta va ser celebrada a Daytona i va ser guanyada per Red Byron amb un Ford Motor Company modificat. No obstant això, hi va haver grans problemes per la falta de gasolina disponible als Estats Units durant les guerres mundials.